# Apelul la măgulire
Apelul la măgulire este o eroare logică în care o persoană folosește măgulirea, lauda, complimentele excesive, în încercarea de a câștiga suportul celorlalți de partea ei.

## Forme
Această eroare logică are următoarea formă de raționament:
Persoana A este măgulită de persoana B.
Persoana B face afirmația X.
Prin urmare, X este adevărat.

## Explicație
Ideea de bază este că o laudă este prezentată drept evidență pentru a se accepta o afirmație, ceea ce este ilogic deoarece o laudă nu este evidență pentru o afirmație.
Măgulirea este adesea folosită pentru a ascunde adevărata intenție a unei idei sau a unei propuneri. Lauda induce o momentană distracție care adesea poate slăbi judecata. Mai mult de atât este o iscusită formă de apel la consecințe, din moment ce audiența este subiect al măgulirii atâta timp cât este de acord cu cel care măgulește.
Apelul la măgulire este un specific caz de eroare logică a apelului la emoție.

## Exemple
- "Bineînțeles că un om deștept ca tine poate înțelege că aceasta este o propunere genială" (dacă nu, înseamnă că ești prost)

- "Aveam nevoie de o femeie frumoasă care să îmbrace creațiile mele, și deci m-am gândit la tine." (așa că dacă nu accepți înseamnă că ești urâtă)

- "Fain bancul despre SIDA, dl. director. Acum despre mărirea salariului meu ..."

- "Excelentă idee ați avut domnule profesor despre poziția lui Platon. Acum dacă nu vă supărați o s-o folosesc și eu în referat dacă îmi mai dați un pic de timp în plus față de data limită."